# The Gray Race
The Gray Race, nono album dei Bad Religion pubblicato nel 1996, è il primo dopo l'abbandono della band da parte di Brett Gurewitz.
Il gruppo è ormai comandato da Greg Graffin. Il leader dei Bad Religion firma quasi tutti i pezzi che comunque non si discostano molto da quelli di Stranger than Fiction, anche se i suoni appaiono più curati e più nitidi, senza perdere la loro energia.
Forse rispetto al lavoro precedente si può cogliere una più marcata vena malinconica (Victory, The Streets of America, Empty Causes), tuttavia la band dà come sempre il suo meglio quando ci mette energia, come in Punk Rock Song, considerata una delle migliori canzoni dei Bad Religion.

## Tracce
1. The Gray Race  - 2:06 - (Graffin, Baker)
2. Them and Us  - 2:50 - (Graffin)
3. A Walk - 2:14 - (Graffin)
4. Parallel - 3:19 - (Graffin)
5. Punk Rock Song - 2:27 - (Graffin)
6. Empty Causes - 2:51 (Graffin)
7. Nobody Listens - 1:57 - (Graffin, Baker)
8. Pity the Dead - 2:56 - (Graffin)
9. Spirit Shine - 2:11 - (Graffin, Baker)
10. The Streets of America - 3:48 - (Graffin, Baker)
11. Ten in 2010 - 2:22 - (Graffin)
12. Victory - 2:36 - (Graffin)
13. Drunk Sincerity - 2:13 - (Graffin)
14. Come Join Us - 2:03 - (Graffin)
15. Cease - 2:35 - (Graffin)

### Singoli collegati
1. A Walk
2. Punk Rock Song (CD), che contiene le inedite The Dodo (Graffin-Baker) e Universal Cynic (Graffin)
3. Punk Rock Song (Vinyl)
4. The Streets Of America

## Formazione
- Greg Graffin - voce
- Brian Baker - chitarra
- Greg Hetson - chitarra
- Jay Bentley - basso
- Bobby Schayer - batteria